# 毛柄蒲公英
毛柄蒲公英（学名：Taraxacum eriopodum）是菊科蒲公英属的植物。分布于尼泊尔、不丹、印度、锡金以及中国大陆的青海、甘肃、四川、云南、西藏等地，生长于海拔3,000米至5,300米的地区，多生长在山坡草地或河边沼泽地上，目前尚未由人工引种栽培。

## 别名
毛葶蒲公英（西藏植物志）